# Болоньяно
Болоньяно (итал. Bolognano) — коммуна в Италии, располагается в регионе Абруццо, в провинции Пескара.
Население составляет 1212 человека (2008 г.), плотность населения составляет 72 чел./км². Занимает площадь 17 км². Почтовый индекс — 65020. Телефонный код — 085.
Покровителем города почитается святой Антоний, празднование 17 января.

## Демография
Динамика населения:

## Администрация коммуны
- Официальный сайт: